# كارل ويبر (مخرج)
كارل ويبر (بالألمانية: Carl Weber؛ بالإنجليزية: Carl Weber) هو مخرج ألماني وأمريكي، ولد في 7 أغسطس 1925 في دورتموند في ألمانيا، وتوفي في 25 ديسمبر 2016.

## وصلات خارجية
- كارل ويبر على موقع قاعدة بيانات برودواي على الإنترنت (الإنجليزية)